# Philippe Leclerc de Hauteclocque
Philippe François Marie, comte de Hauteclocque, francoski general, maršal Francije, * 22. november 1902, † 28. november 1947.